# Аракелян, Галина Лаврентовна
Галина Лаврентовна Аракелян — российская пловчиха в ластах.

## Карьера
Воспитанница СДЮСШОР № 7 г. Челябинска. Тренируется у Е. Т. Богданова. Чемпионка Европы 2008г на дистанции 400 м подводное плавание и серебряный призёр Чемпионата Европы на дистанции 800 м подводное плавание. Двукратный бронзовый призёр Чемпионата Мира 2009 г. на этих дистанциях. Пятикратная Чемпионка России 2008, 2009, 2010 г.г. Заслуженный мастер спорта.
В 2008 году закончила экономический факультет ЧелГУ.
Кандидат биологических наук. В 2011 году защитила кандидатскую диссертацию по теме «Особенности адаптации к физическим нагрузкам кардиореспираторной системы и нейромышечного аппарата пловцов-подводников 13-14 лет».
Работает тренером в СДЮСШОР № 7 г. Челябинска.